# Wilson (película de 2017)
Wilson es una película estadounidense de 2017 de género comedia dramática dirigida por Craig Johnson, escrita por Daniel Clowes y basada en la novela gráfica del mismo nombre creada por Clowes. La adaptación fílmica está protagonizada por Woody Harrelson, Laura Dern e Isabella Amara.
La película se estrenó en el Festival de Cine de Sundance el 22 de enero de 2017 y llegó a los cines estadounidenses el 24 de marzo del mismo año, siendo distribuida por Fox Searchlight Pictures. 

## Argumento
Un solitario, neurótico e incómodamente honesto hombre de mediana edad (Woody Harrelson) se reúne con su esposa (Laura Dern) —de quien se había separado— y conoce a su hija adolescente (Isabella Amara). 

## Reparto
- Woody Harrelson como Wilson.
- Laura Dern como Pippi.
- Isabella Amara como Claire.
- Judy Greer como Shelly.
- Cheryl Hines como Polly.
- Margo Martindale como Alta.
- David Warshofsky como Orson.
- Brett Gelman como Robert.
- Mary Lynn Rajskub como Jodie.
- Lauren Weedman como Cat Lady.

## Producción
Los derechos del filme fueron comprados por Fox Searchlight Pictures para ser dirigido por Alexander Payne. El comienzo de la filmación estaba programado para junio de 2015 en Minneapolis, Minnesota. El 25 de junio de 2015, con la película ya siendo rodada, Judy Greer y Cheryl Hines se unieron al reparto.

## Estreno
La película se estrenó en el Festival de Cine de Sundance el 22 de enero de 2017 y estaba programada para llegar a los cines estadounidenses el 4 de marzo del mismo año, pero finalmente se estrenó el 24 de marzo.

### Crítica
En el sitio de reseñas Rotten Tomatoes, la película alcanzó un porcentaje de aprobación del 46% basado en 115 reseñas, con un puntaje promedio de 5,4 sobre 10. El consenso del sitio indicó: «Woody Harrelson entrega una actuación sólida como el gruñón Wilson, pero la película que lo rodea no logra que nos podamos identificar del todo con la actitud ácida del personaje». En Metacritic la cinta consiguió un puntaje de 49 sobre 100, basado en 34 críticas, y fue catalogado por el sitio como una película de «reseñas mixtas o promedio».